# Virtua Cop (jeu vidéo)
Cet article concerne le jeu vidéo. Pour la série de jeux vidéo, voir Virtua Cop.
 (juillet 2009).
Si vous disposez d'ouvrages ou d'articles de référence ou si vous connaissez des sites web de qualité traitant du thème abordé ici, merci de compléter l'article en donnant les références utiles à sa vérifiabilité et en les liant à la section « Notes et références ».
Virtua Cop (バーチャコップ) est un jeu vidéo de tir au pistolet développé par Sega-AM2 et édité par Sega en septembre 1994 sur borne d'arcade. Le jeu a été développé sur le système d'arcade Model 2 de Sega, le tout premier à être doté de polygones texturés. Le jeu a été adapté sur Saturn en 1995, puis sur Windows en 1997. Il fait partie de la série Virtua Cop, dont il constitue le premier épisode.

## Système de jeu
Le jeu est constitué de trois niveaux, chacun se terminant par un boss. Il est possible de ramasser les munitions ennemis pour plus de réussite. Parmi les niveaux circulent des civils qu'il faut éviter d'abattre sous peine de perdre une vie.

## L'histoire du jeu
Ce jeu réalisé par Sega-AM2 (un des studios de développement de Sega) est sorti en 1994 sur borne d'arcade. Il fut le premier jeu de tir en 3D de l'époque. La 3D était réalisée en utilisant des polygones texturés et un ombrage flat. Il s'agit d'une technique consistant à appliquer une image (texture) sur un polygone et donner à cette texture une luminosité unique dépendant de la normale du polygone par rapport à une source de lumière.
En 1995 il sera adapté sur Sega Saturn. En 2002 le jeu fera partie d'une mini compilation qui regroupe les deux premiers volets de la série. En mai 2005 le premier épisode sera adapté sur N-Gage, mais les limites technologiques de la console portable ne permettront pas d'en faire un bon jeu.

## Le scénario du jeu
Un groupe de trafiquant d'arme organise une rencontre avec un gros client. La rencontre va se passer dans un entrepôt d'un port de la Californie. La police envoie ses deux meilleurs hommes Rage et Smarty qui devront tenter de coffrer les individus qui ne tarderont pas à se rendre compte que la police les a pistés jusque-là.
Le gros client va demander à son meilleur homme, Kong, de retenir les deux policiers avec un lance-roquette, pendant qu'il prépare tranquillement sa fuite en hélicoptère. Rage et Smarty vont suivre l'hélicoptère qui se dirige vers un chantier de construction. Le chantier semble lui appartenir, vu que de nombreux types qui sont armés jusqu'aux dents n'hésiteront pas à utiliser une pelleteuse pour les tuer. Les deux policiers vont donc devoir débarrasser le chantier des nombreux hommes de main qui sont dans les parages.
En fouillant un petit tunnel du chantier, ils vont rencontrer l'un des meilleurs hommes de main du gros clients KING. C'était surement lui le pilote d'hélicoptère. Il est armé d'un lance-flamme et accompagné de tous ses hommes. Une fois qu'ils auront réussi à éliminer tous les hommes de main du chantier et à faire parler KING, ils apprennent que le gros client n'est autre que le PDG de l'Evil Corporation. Ils décident donc de se rendre vers les bâtiments de l'Evil Corporation.
Ils essaient d'entrer par le parking souterrain de la société pour ne pas donner l'alerte, mais la police se fait repérer dès son arrivée par les gardiens de l'entrée. Elle va donc passer par le parking souterrain pour prendre à contre-sens la sortie de secours qui va la mener directement vers le hall d'entrée pour ensuite prendre l'escalier roulant qui mène dans les bureaux de la société. Dans le bureau le plus au fond de l'étage se trouve une fausse bibliothèque qui débouche sur un ascenseur secret qu'il faut prendre pour arriver dans le bureau du PDG.
L'endroit ressemble fortement à la villa de Tony Montana dans le film Scarface. Apparemment le PDG était au courant de l'arrivée de la police sur les lieux, et a sorti son mini char de feu et d'électricité et qui est équipé de mitrailleuses et de lance-roquettes. Mais une fois que les deux policiers seront venus à bout du char, ils se rendent compte que le PDG de l'Evil Corporation a encore un supérieur. Il s'agit de Joe Fang. Et il est fou de rage contre la police qui a détruit toute son organisation criminelle. Il est équipé d'un hélicoptère de combat ultra sophistiqué. Le battre ne sera pas une chose facile. Une fois que les policiers Rage et Smarty auront réussi à tuer Joe Fang, ils iront fêter la défaite des criminels rien que tous les deux.

## Postérité
Le 14 juin 2012, IGN dresse un « top 10 » des jeux Saturn américains et positionne Virtua Cop à la 7e place, derrière Sega Rally Championship.